# Marmessoidea euplectes
Marmessoidea euplectes är en insektsart som först beskrevs av John Obadiah Westwood 1859.  Marmessoidea euplectes ingår i släktet Marmessoidea och familjen Diapheromeridae. Inga underarter finns listade i Catalogue of Life.